# Miki Itō
Miki Itō (伊藤 美紀?, Itō Miki; Tokyo, 21 ottobre 1962) è una doppiatrice giapponese.

## Doppiaggio

### Serie animate
- Air Gear (Ryo Mimasaka) 2006
- Angel Links (Anne) 1999
- Ashita no Nadja (Savelli, Julietta)
- Aishiteruze Baby (Miki Sakashita)
- Battle Angel Alita (Alita/Gally)
- Battle athletes daiundōkai (Jessie Gartland)
- Principessa dai capelli blu (Jenny)
- Bubblegum Crisis (Irene)
- Cardcaptor Sakura (Sonomi Daidouji)
- Crystal Blaze (Monica)
- Dragon Ball Z (C-18)
- Dragon Ball GT C-18
- Dragon Ball GT: L'ultima battaglia Mamba
- Dragon Ball Super C-18
- Fate/stay night (Taiga Fujimura)
- Hell Girl (Keiko Yasuda)
- Higurashi no naku koro ni (Miyo Takano)
- Jang Geum's Dream (Seo Jang Geum)
- Kamichu! (Akane Hitotsubashi)
- Kimi ga nozomu eien (Ishida Adzusa)
- La leggenda di Hikari (Satomi)
- Magic Knight Rayearth (Nova)
- Maria-sama ga Miteru (Sachiko Ogasawara)
- Mobile Suit Victory Gundam (Lupe Cineau)
- Mobile Suit Zeta Gundam (Mineva Lao Zabi)
- Mobile Suit Gundam ZZ (Mineva Lao Zabi)
- Myself ; Yourself (Mamma di Aoi Oribe)
- Natsume's Book of Friends (Touko Fujiwara)
- Odin Sphere (Milis)
- Oh, mia dea! (Lind) 2005
- Project A-ko (A-ko)
- Saikano (Fuyumi)
- Sailor Moon (Thetis, Principessa Dia, U Bara, Arisu Itsuki)
- Shuffle! (Asa Shigure) 2005
- Sol Bianca (May Jessica)
- Star Twinkle Pretty Cure (AI)
- Time of Eve (Rina)
- Kami nomi zo Shiru Sekai (Okada)
- Tokyo Babylon (Hokuto Sumeragi)
- Touka Gettan (Juna & Yumiko Kamiazuma) 2007
- Tsumamigui (Hasuma, Kanae) 2003
- TwinBee (Mint-Herb & Gwinbee)
- Umineko no naku koro ni (Eva Ushiromiya, Eva-Beatrice)
- Weiss Kreuz (Schoen)
- Zoku Natsume Yuujinchou (Fujiwara, Touko)
- Batman: The Animated Series (Harley Quinn)
- Gli amici di papà (Kimmy Gibbler)
- There's Something About Mary (Mary Jensen)
- Trappola in alto mare (Jordan Tate/Ms. July)

### Videogiochi
- Armored Core: For Answer (Serene Haze)
- Brandish (Versione PC Engine) (voce aggiuntiva)
- Videogiochi di Dragon Ball (C-18)
- Fate/stay night [Réalta Nua] (Taiga Fujimura)
- Fate/tiger colosseum (Taiga Fujimura)
- Fate/tiger colosseum Upper (Taiga Fujimura)
- Fate/hollow ataraxia (Taiga Fujimura)
- Fate/Grand Order (Lancer/Jaguar Man)
- God Wars: Future Past (Hanasaka)
- Granblue Fantasy (Cordelia)
- Maken X (Lee Fei Shan, Fukenshi Acinaces)
- Muramasa Rebirth (Dayu the Courtesian)
- Persona 4 (Eri Minami)
- PlayStation All-Stars Battle Royale (Fat Princess)
- Shin Megami Tensei IV: Apocalypse (Danu)
- Stella Deus: The Gate of Eternity (Lumena)
- Street Fighter EX 2 (Sharon)
- Street Fighter EX 3 (Sharon)
- Super Robot Wars Alpha (Lupe Cineau)
- Super Robot Wars T (Nova)
- Super Robot Wars 30 (Lupe Cineau, Eva Fahrzeug, Nova)
- Tales of the Abyss (Legretta the Quick)
- Tales of the Rays (Legretta the Quick, Couleur)
- Zone of the Enders: The 2nd Runner (LEV Navigator)